# Краснолицая пенелопа
Краснолицая пенелопа (лат. Penelope dabbenei) — вид птиц из семейства краксов. Видовое латинское название дано в честь аргентинского орнитолога итальянского происхождения Роберто Рауля Даббене (1864—1938).

## Распространение
Обитают в пограничных районах Аргентины и Боливии. Естественной средой обитания являются субтропические или тропические влажные горные леса, птицы держатся на высотах от 1500 до 2500 м над уровнем моря.

## Описание
Длина тела 63—69 см. Вес одной самки составил 1230 г.

## Биология
Питаются преимущественно фруктами. Сезон размножения продолжается на территории Боливии с сентября по октябрь, а в Аргентине с октября по декабрь.
МСОП присвоил виду охранный статус LC.